# Niedersayn

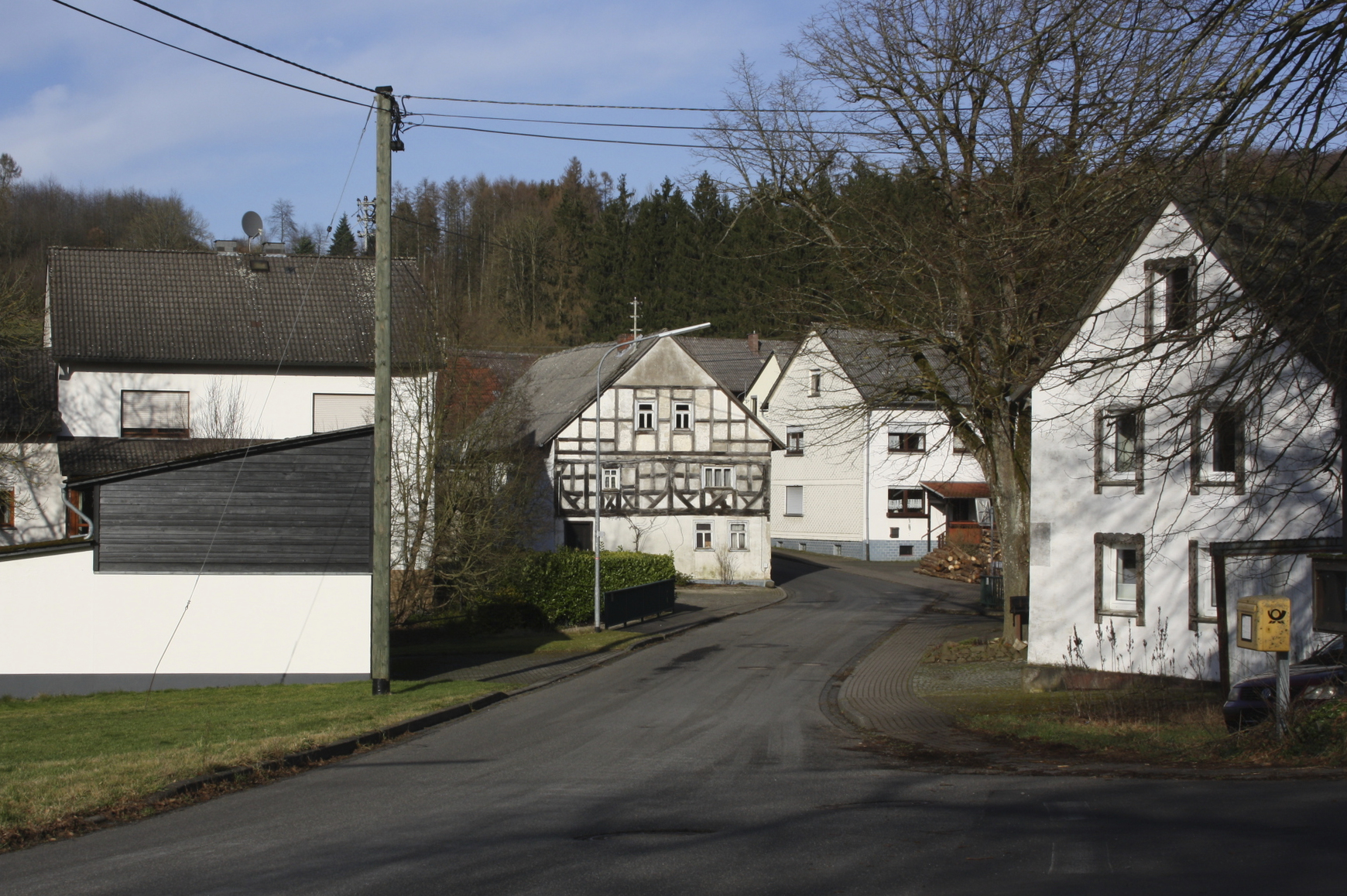
Blick auf Niedersayn (2020)

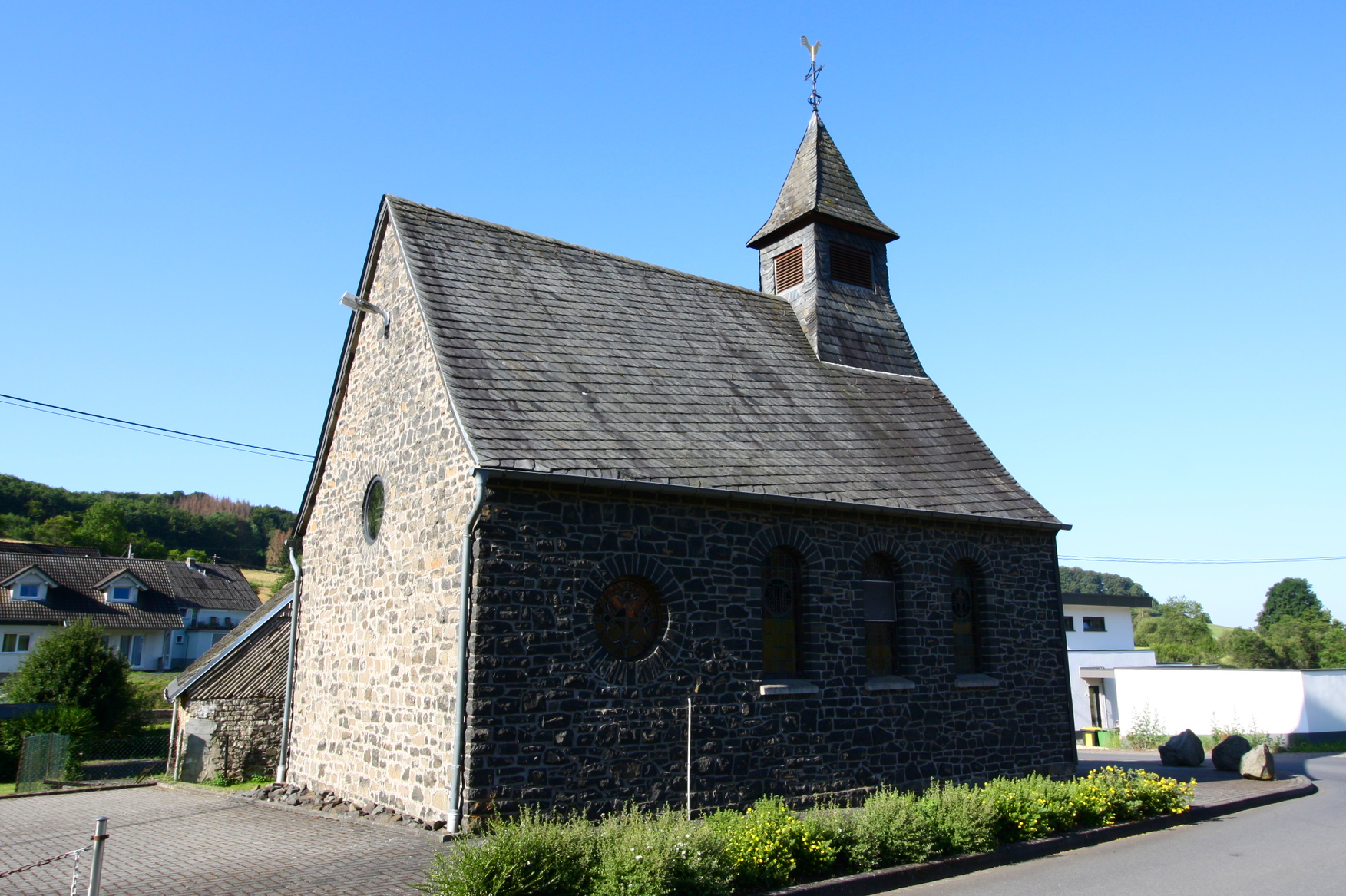
Die Apolloniakapelle im Ortsteil Karnhöfen

Niedersayn ist eine Ortsgemeinde im Westerwaldkreis in Rheinland-Pfalz. Sie gehört der Verbandsgemeinde Wirges an.

## Geographische Lage
Das Dorf liegt nördlich von Montabaur am Kleinen Saynbach.
Ortsteile der Gemeinde sind Karnhöfen, Blaumhöfen und Niedersayn.

## Geschichte
Niedersayn wurde im Jahre 1277 unter dem Namen Langesain erstmals urkundlich erwähnt. Möglicherweise handelte es sich dabei aber um eine inzwischen aufgegebene Siedlung, die lediglich nahe am heutigen Niedersayn lag, aber kein unmittelbarer Vorgänger ist. 1618 wird dieser Name letztmals verwendet. 1490 wird der heutige Name erstmals genannt.
Die Kapelle der Heiligen Apollonia im Ortsteil Karnhöfen entstand 1700. 1949 wurde die stark beschädigte Kapelle teilweise neu aufgebaut und vergrößert, 1972 wurde sie renoviert.
1525 befanden sich drei Mühlen in der Gemarkung. Während davon eine von 1648 an wüst war, wurden im 18. Jahrhundert zwei weitere Mühlen in Betrieb genommen.
Blaumhöfen wird 1525 und Karnhöfen 1589 erstmals als Einzelgehöfte erwähnt und wuchsen zu kleinen Dörfern. In Karnhöfen wurde im Jahr 1700 die Kapelle St. Apollonia erbaut.
Einwohnerentwicklung
Die Entwicklung der Einwohnerzahl von Niedersayn, die Werte von 1871 bis 1987 beruhen auf Volkszählungen:
| Jahr | Einwohner |
| ---- | --------- |
| 1815 | 181       |
| 1835 | 247       |
| 1871 | 189       |
| 1905 | 146       |
| 1939 | 139       |
| 1950 | 143       |
| 1961 | 138       |

| Jahr | Einwohner |
| ---- | --------- |
| 1970 | 161       |
| 1987 | 183       |
| 1997 | 209       |
| 2005 | 225       |
| 2011 | 181       |
| 2017 | 173       |
| 2023 | 179       |

## Politik

### Bürgermeister
Günter Kober wurde am 14. August 2019 Ortsbürgermeister von Niedersayn. Bei der Direktwahl am 26. Mai 2019 war er mit einem Stimmenanteil von 65,81 % für fünf Jahre gewählt worden. Er wurde im Juni 2024 wiedergewählt.
Kobers Vorgänger als Ortsbürgermeister war Thomas Dörner.

### Wappen
| Wappen von Niedersayn | Blasonierung: „In Blau eine linke silberne Flanke. Über zwei sllbern-rot verwechselten Wellenleisten vorn ein silbernes Mühlrad, hinten eine rote Glocke.“ |
| Wappen von Niedersayn | Wappenbegründung: Die Tingierung des Wappens ist landesgeschichtlich begründet. Silber und Rot waren die Farben Kurtriers, Rot zudem die Wappenfarbe der Grafen von Diez. Blau verweist auf die zeitweilige Zugehörigkeit zum Herzogtum Nassau. Das silberne Mühlrad erinnert an die große wirtschaftliche Bedeutung des Mühlengewerbes in der Gemarkung, in der seit dem 16. Jahrhundert viele Mühlenbetriebe nachweisbar sind. Die rote Glocke verweist auf das Gotteshaus im Ortsteil Karnhöfen. Die Wellenleisten beziehen sich auf die Lage am namensgebenden kleinen Saynbach. |

## Verkehr
- Östlich des Ortes verläuft die B 255, die Montabaur und Rennerod verbindet sowie die B 8.
- Die nächste Autobahnanschlussstelle ist Montabaur an der A 3 Köln–Frankfurt am Main, etwa drei Kilometer entfernt.
- Der nächstgelegene ICE-Halt ist der Bahnhof Montabaur an der Schnellfahrstrecke Köln–Rhein/Main.